# Ardisia opaca
Ardisia opaca är en viveväxtart som beskrevs av Cyrus Longworth Lundell. Ardisia opaca ingår i släktet Ardisia och familjen viveväxter. Inga underarter finns listade i Catalogue of Life.